# Grande prostituée
 (avril 2020).

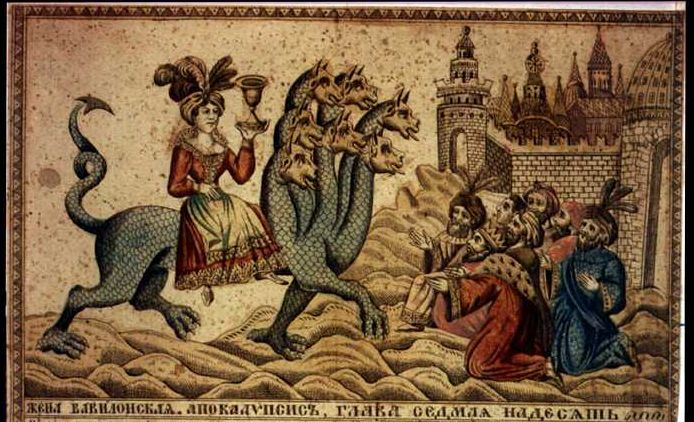
Une gravure russe du XIXe siècle représentant la grande prostituée chevauchant la bête à sept têtes.

La grande prostituée, ἡ μεγάλη πόρνη (hē mégálē pórnē) en grec ancien, est une des figures mystérieuses de l'Apocalypse de Jean. Dans l'esprit des premiers chrétiens, elle désigne probablement l'Empire romain[réf. nécessaire]. 
Les réformés, au début de leur histoire, y ont vu la figure de la Rome papiste[réf. nécessaire], leur ennemie. Mais beaucoup d'autres interprétations[Lesquelles ?] en ont été données. 

## Description
La description en est donnée dans la Bible, Livre de l'Apocalypse chapitre 17 :

« 1 Et l'un des sept anges qui tenaient les sept coupes s'avança et me parla en ces termes : Viens, je te montrerai le jugement de la grande prostituée qui réside au bord des océans. 2 Avec elle les rois de la terre se sont prostitués, et les habitants de la terre se sont enivrés du vin de sa prostitution. 3 Alors il me transporta en esprit au désert. Et je vis une femme assise sur une bête écarlate, couverte de noms blasphématoires, et qui avait sept têtes et dix cornes. 4 La femme, vêtue de pourpre et d'écarlate, étincelait d'or, de pierres précieuses et de perles. Elle tenait dans sa main une coupe d'or pleine d'abominations : les souillures de sa prostitution. 5 Sur son front un nom était écrit, mystérieux : « Babylone la grande, mère des prostituées et des abominations de la terre. » 6 Et je vis la femme ivre du sang des saints et du sang des témoins de Jésus. »

Sa fin est décrite comme suit (la traduction peut différer) :

« 16 Les dix cornes que tu as vues et la bête haïront la prostituée, elles la rendront solitaire et nue. Elles mangeront ses chairs et la brûleront au feu. »

## Identification

### Exégètes modernes concernant les dix cornes
Selon la majorité des exégètes modernes, les dix cornes de la quatrième bête féroce du livre apocalyptique de Daniel représentent les rois depuis Alexandre jusqu’au royaume Séleucide ayant régné sur la Judée , dans l'ordre suivant : 
1. Alexandre le Grand,
2. Séleucos Ier,
3. Antiochos Ier,
4. Antiochos II,
5. Séleucos II,
6. Séleucos III,
7. Antiochos III,
8. Séleucos IV (assassiné par le suivant),
9. Héliodore,
10. Démétrios Ier Sôter, fils de Séleucos IV, promis au trône mais n'ayant jamais régné, ou bien Antiochus, autre fils de Séleucos IV, assassiné enfant par son oncle Antiochus IV Épiphane (frère de Séleucos IV) qui s'était auto-proclamé régent du petit Antiochus.

### Interprétation concernant les sept têtes dansl'Antéchristd'Ernest Renan
Ernest Renan, dans le chapitre consacré à l'Apocalypse de son ouvrage l'Antéchrist ( lui-même, quatrième livre de l'Histoire des origines du christianisme) interprète les sept têtes couronnées du dragon rouge comme celles des sept Césars qui ont régné jusqu'au moment où est écrit l'Apocalypse :
1. Jules César,
2. Auguste,
3. Tibère,
4. Caligula;
5. Claude,
6. Néron,
7. Galba.[4].

## Galerie

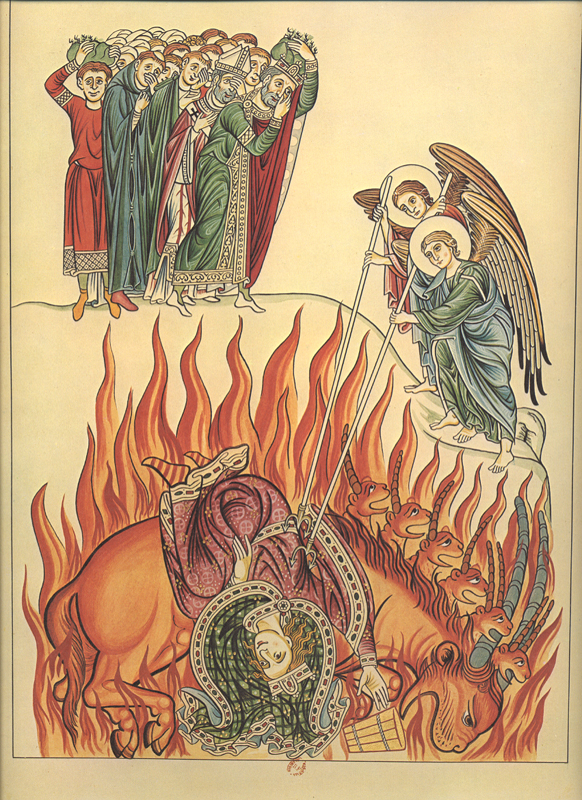
Prostituée de Babylone dans l'Hortus deliciarum par Herrade de Landsberg, 1180.
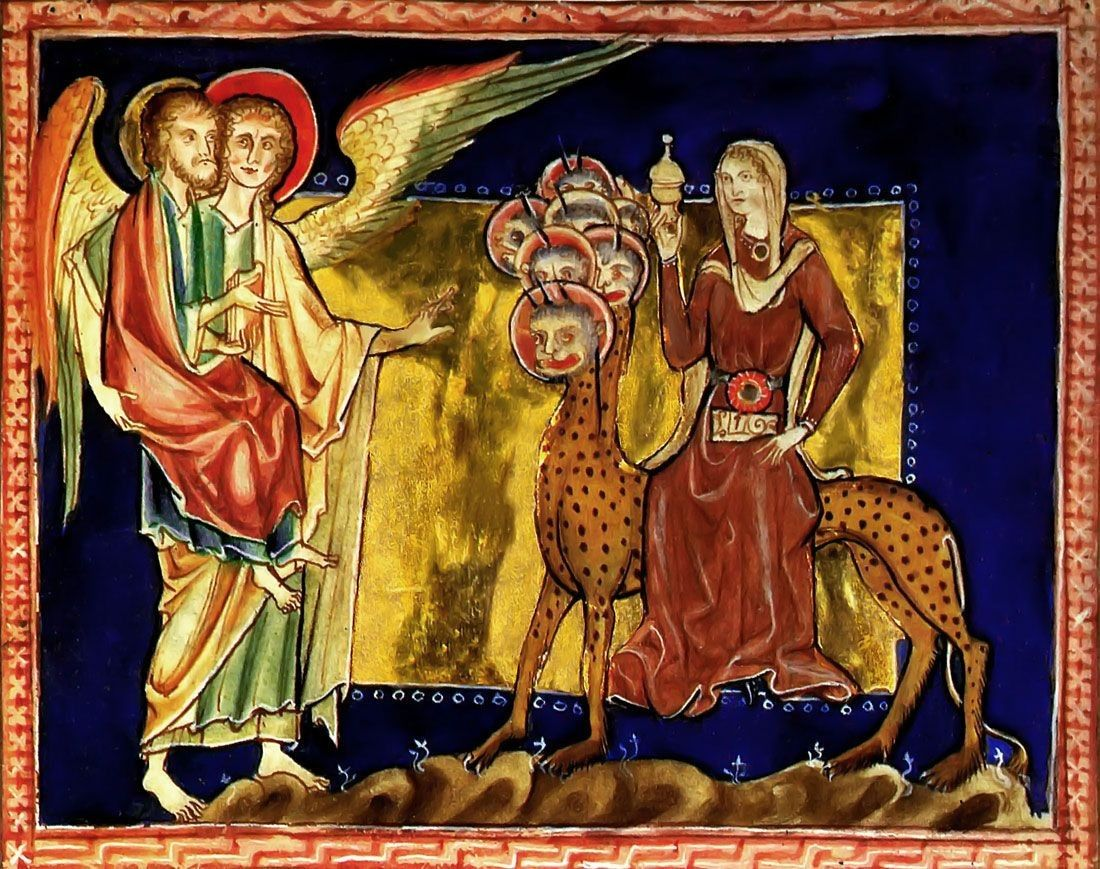
Apocalypse de Lambeth, Londres, 1260.
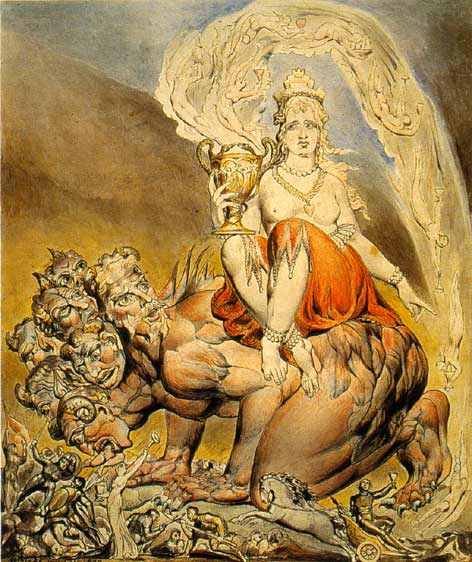
The Whore of Babylon, William Blake, 1809.
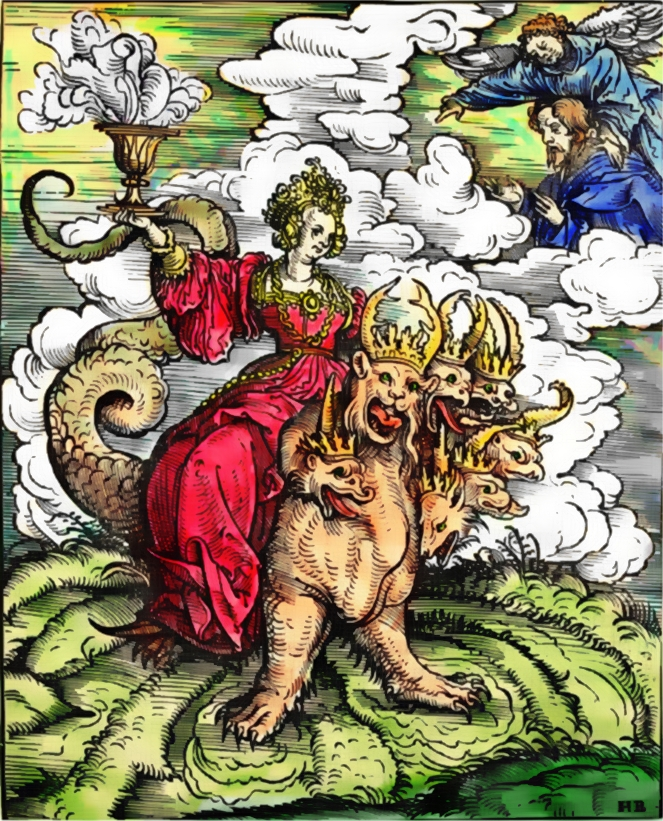
Hans Burgkmair, 1523.
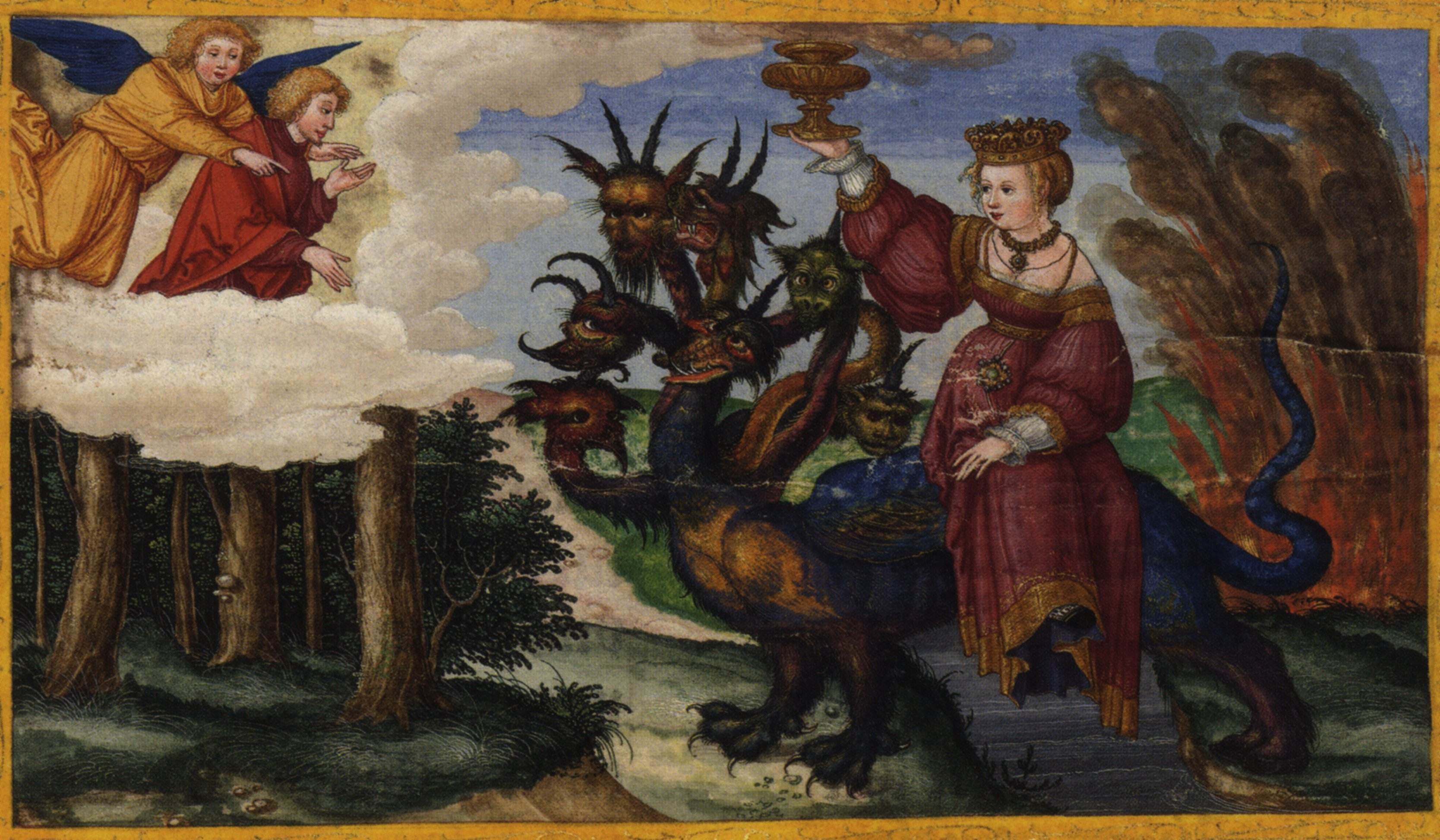
Illustration de la Bible d'Ottheinrich, Matthias Gerung, 1530-1532.
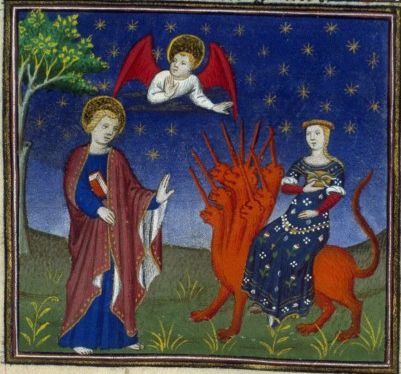
Prostituée de Babylone, enluminure française, XIVe siècle.
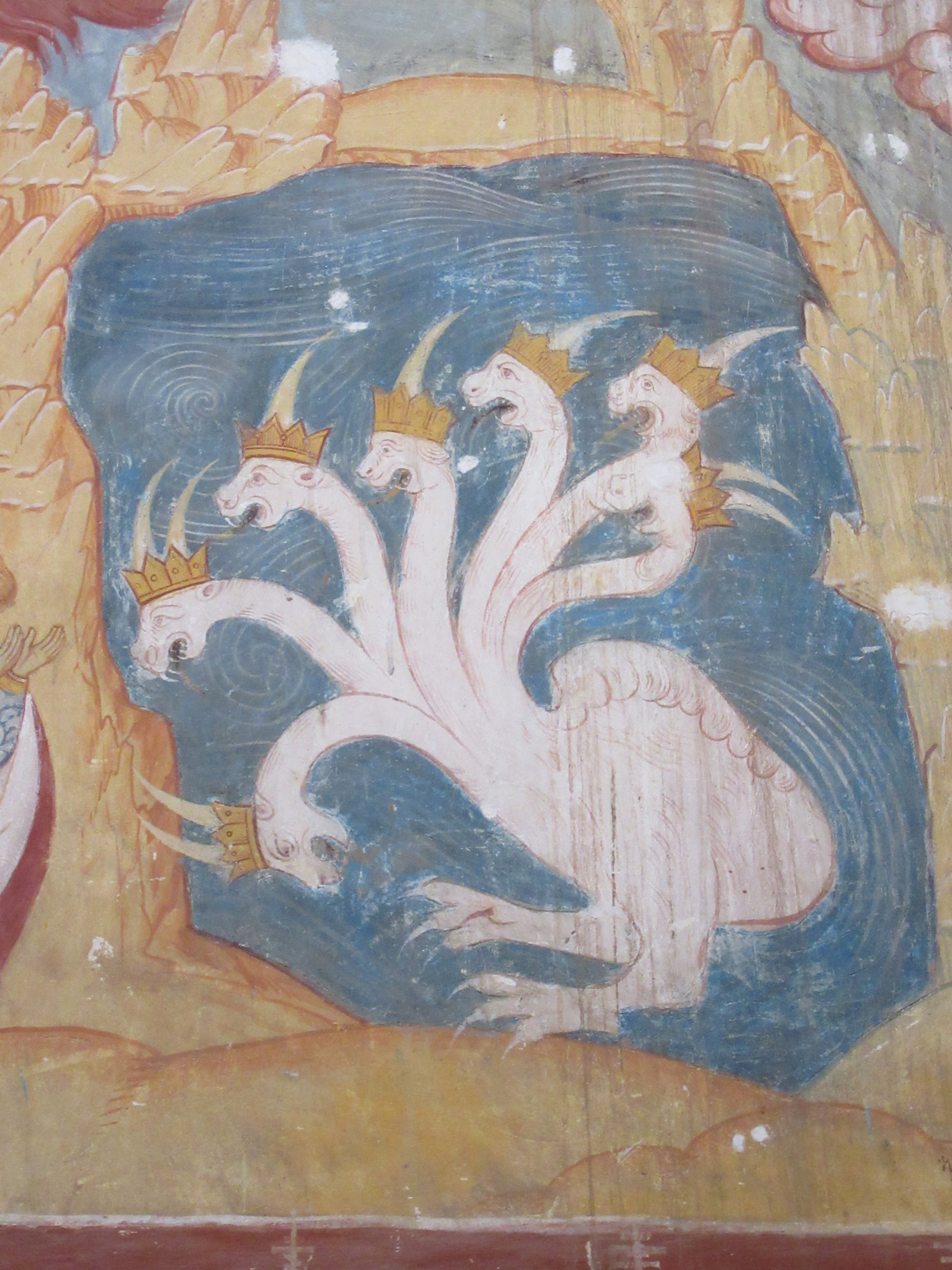
Fresque de la cathédrale de l'Élévation de la Croix (Toutaïev).
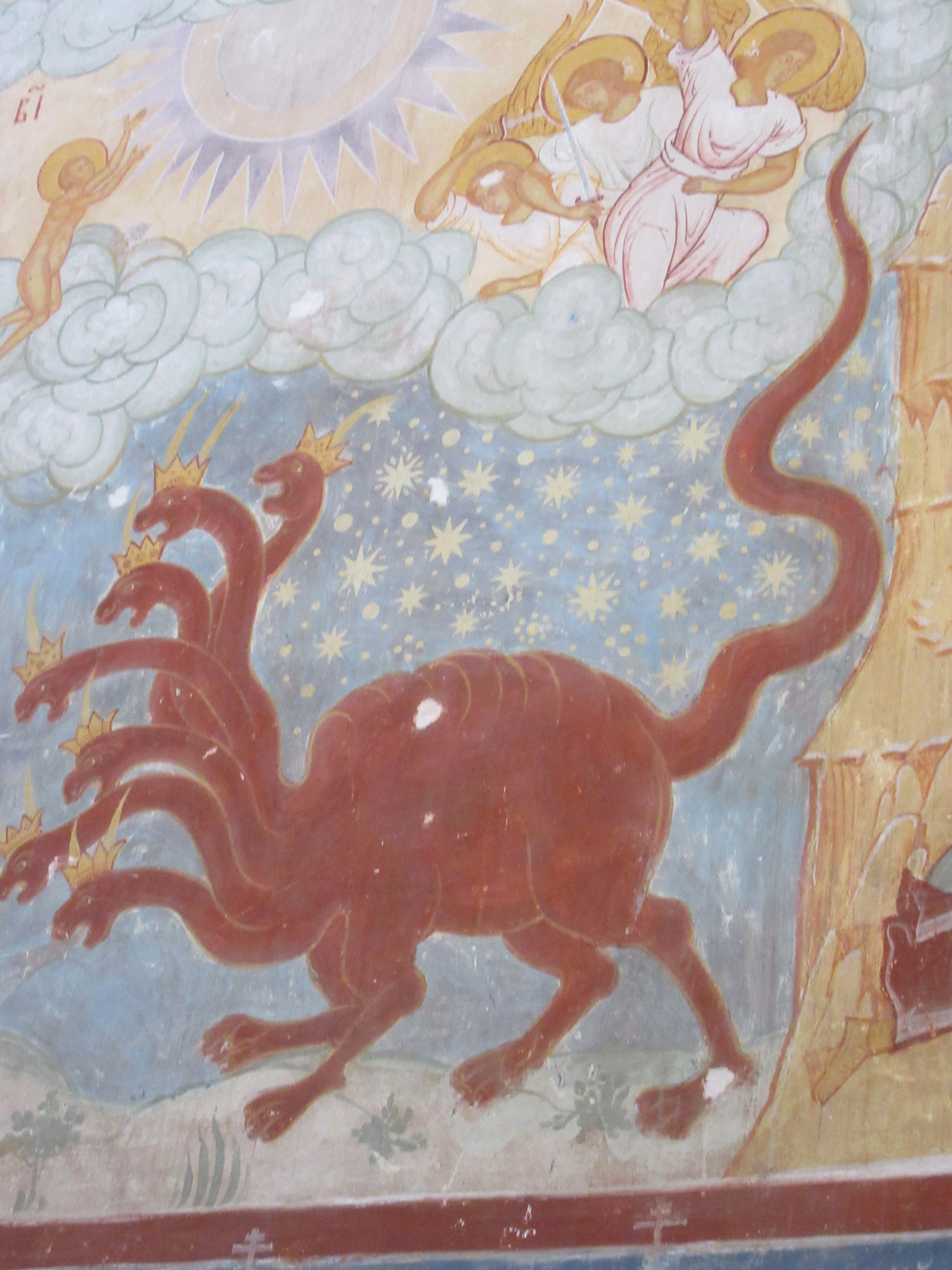
Fresque de la cathédrale de l'Élévation de la Croix à Toutaïev.
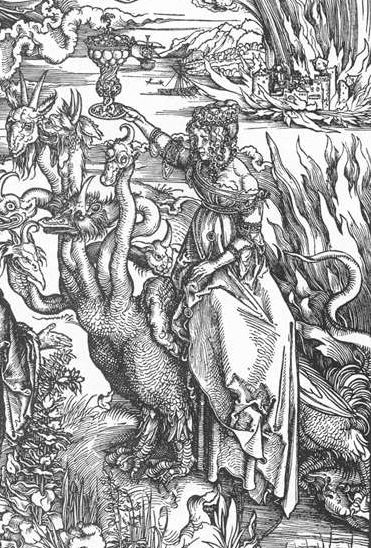
La Prostituée de Babylone, figure 13 de l'Apocalypse de Dürer, 1496-1498.